# Westdeutsche Fußballmeisterschaft 1928/29

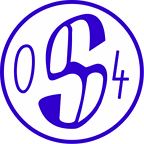
Damaliges Logo des FC Schalke 04

Die westdeutsche Fußballmeisterschaft 1928/29 war der 22. vom Westdeutschen Spiel-Verband organisierte Wettbewerb. Sieger wurde der FC Schalke 04. In der Endrunde um die deutsche Meisterschaft erreichten die Schalker das Viertelfinale.
In den acht 1. Bezirksklassen wurden zunächst die Bezirksmeister ermittelt. Die acht Bezirksmeister ermittelten anschließend im Ligasystem den westdeutschen Meister, der sich zusammen mit dem Vizemeister direkt für die deutsche Meisterschaft qualifizierte. Der Dritte der westdeutschen Endrunde ermittelte gegen den Sieger der Runde der Zweiten den dritten westdeutschen Teilnehmer.

## Bezirksmeisterschaften

### Rhein

#### Gruppe I
| Pl. | Verein                     | Sp. | S  | U | N  | Tore    | Quote | Punkte |
| --- | -------------------------- | --- | -- | - | -- | ------- | ----- | ------ |
| 1.  | SpVgg Sülz 07              | 24  | 18 | 1 | 5  | 082:230 | 3,57  | 37:11  |
| 2.  | Rheydter Spielverein       | 24  | 13 | 8 | 3  | 063:440 | 1,43  | 34:14  |
| 3.  | SC München-Gladbach        | 24  | 13 | 3 | 8  | 063:330 | 1,91  | 29:19  |
| 4.  | SC Düren 03                | 24  | 11 | 6 | 7  | 061:440 | 1,39  | 28:20  |
| 5.  | Bonner FV 01               | 24  | 11 | 5 | 8  | 061:430 | 1,42  | 27:21  |
| 6.  | Kölner BC 01               | 24  | 11 | 5 | 8  | 067:510 | 1,31  | 27:21  |
| 7.  | Blau-Weiß 06 Köln          | 24  | 12 | 3 | 9  | 052:440 | 1,18  | 27:21  |
| 8.  | Alsdorfer SpVgg            | 24  | 10 | 5 | 9  | 059:620 | 0,95  | 25:23  |
| 9.  | Godesberg 08               | 24  | 8  | 5 | 11 | 049:690 | 0,71  | 21:27  |
| 10. | Eintracht München-Gladbach | 24  | 8  | 3 | 13 | 033:540 | 0,61  | 19:29  |
| 11. | SV Bergisch Gladbach 09    | 24  | 6  | 2 | 16 | 033:760 | 0,43  | 14:34  |
| 12. | VfB 08 Aachen              | 24  | 6  | 1 | 17 | 043:730 | 0,59  | 13:35  |
| 13. | SpVg Odenkirchen           | 24  | 5  | 1 | 18 | 030:800 | 0,38  | 11:37  |

#### Gruppe II
| Pl. | Verein                    | Sp. | S  | U | N  | Tore    | Quote | Punkte |
| --- | ------------------------- | --- | -- | - | -- | ------- | ----- | ------ |
| 1.  | Borussia München-Gladbach | 22  | 17 | 3 | 2  | 082:230 | 3,57  | 37:70  |
| 2.  | Mülheimer SV 06           | 22  | 15 | 4 | 3  | 063:440 | 1,43  | 34:10  |
| 3.  | TuRa Bonn                 | 22  | 13 | 3 | 6  | 063:330 | 1,91  | 29:15  |
| 4.  | VfR Köln 04 rrh.          | 22  | 13 | 2 | 7  | 061:440 | 1,39  | 28:16  |
| 5.  | Alemannia Aachen          | 22  | 10 | 5 | 7  | 061:430 | 1,42  | 25:19  |
| 6.  | Viktoria Rheydt           | 22  | 11 | 1 | 10 | 067:510 | 1,31  | 23:21  |
| 7.  | Jugend Düren              | 22  | 8  | 4 | 10 | 052:440 | 1,18  | 20:24  |
| 8.  | Kölner CfR                | 22  | 6  | 5 | 11 | 059:620 | 0,95  | 17:27  |
| 9.  | Rhenania Köln             | 22  | 8  | 0 | 14 | 049:690 | 0,71  | 16:28  |
| 10. | Dürener SpV 06            | 22  | 5  | 6 | 11 | 033:540 | 0,61  | 16:28  |
| 11. | SV Dohr                   | 22  | 6  | 2 | 14 | 033:760 | 0,43  | 14:30  |
| 12. | Aachener SC               | 22  | 1  | 3 | 18 | 043:730 | 0,59  | 05:39  |

#### Endspiele
|                       | Ergebnis |                       |
| --------------------- | -------- | --------------------- |
| SpVgg Sülz 07         | 1:0      | Bor. München-Gladbach |
| Bor. München-Gladbach | 4:1      | SpVgg Sülz 07         |

|                       | Ergebnis |               |
| --------------------- | -------- | ------------- |
| Bor. München-Gladbach | 1:0      | SpVgg Sülz 07 |

### Mittelrhein
| Pl. | Verein             | Sp. | S  | U | N  | Tore    | Quote | Punkte |
| --- | ------------------ | --- | -- | - | -- | ------- | ----- | ------ |
| 1.  | FV Neuendorf       | 14  | 11 | 1 | 2  | 046:190 | 2,42  | 23:50  |
| 2.  | Spvgg Andernach    | 14  | 10 | 1 | 3  | 056:310 | 1,81  | 21:70  |
| 3.  | VfB Lützel         | 14  | 9  | 2 | 3  | 054:350 | 1,54  | 20:80  |
| 4.  | FV Engers 07       | 14  | 7  | 0 | 7  | 038:430 | 0,88  | 14:14  |
| 5.  | SV Elz             | 14  | 5  | 2 | 7  | 032:370 | 0,86  | 12:16  |
| 6.  | SC Neuwied         | 14  | 5  | 0 | 9  | 038:370 | 1,03  | 10:18  |
| 7.  | SC Koblenz 00/02   | 14  | 4  | 2 | 8  | 032:360 | 0,89  | 10:18  |
| 8.  | SV Rheinland Mayen | 14  | 1  | 0 | 13 | 014:720 | 0,19  | 02:26  |

### Niederrhein

#### Gruppe A
| Pl. | Verein                  | Sp. | S  | U | N | Tore    | Quote | Punkte |
| --- | ----------------------- | --- | -- | - | - | ------- | ----- | ------ |
| 1.  | SpVgg Oberhausen-Styrum | 14  | 10 | 1 | 3 | 047:240 | 1,96  | 21:70  |
| 2.  | SpVgg Meiderich 06      | 14  | 6  | 5 | 3 | 027:160 | 1,69  | 17:11  |
| 3.  | Duisburger SpV          | 14  | 6  | 4 | 4 | 029:190 | 1,53  | 16:12  |
| 4.  | VfvB Ruhrort            | 14  | 6  | 3 | 5 | 029:220 | 1,32  | 15:13  |
| 5.  | Duisburger TSV 1899     | 14  | 6  | 3 | 5 | 021:220 | 0,95  | 15:13  |
| 6.  | SC Osterfeld 12         | 14  | 5  | 2 | 7 | 018:350 | 0,51  | 12:16  |
| 7.  | Union Krefeld           | 14  | 3  | 4 | 7 | 017:250 | 0,68  | 10:18  |
| 8.  | VfB Speldorf            | 14  | 1  | 4 | 9 | 013:380 | 0,34  | 06:22  |

#### Gruppe B
| Pl. | Verein           | Sp. | S | U | N  | Tore    | Quote | Punkte |
| --- | ---------------- | --- | - | - | -- | ------- | ----- | ------ |
| 1.  | Meidericher SV   | 14  | 9 | 4 | 1  | 048:220 | 2,18  | 22:60  |
| 2.  | Homberger SV     | 14  | 9 | 2 | 3  | 047:230 | 2,04  | 20:80  |
| 3.  | Preussen Krefeld | 14  | 7 | 2 | 5  | 040:320 | 1,25  | 16:12  |
| 4.  | Duisburger FV 08 | 14  | 6 | 3 | 5  | 017:150 | 1,13  | 15:13  |
| 5.  | Union 02 Hamborn | 14  | 5 | 3 | 6  | 027:330 | 0,82  | 13:15  |
| 6.  | SC Sterkrade 07  | 14  | 5 | 1 | 8  | 025:330 | 0,76  | 11:17  |
| 7.  | SV Rheinhausen   | 14  | 4 | 1 | 9  | 023:390 | 0,59  | 09:19  |
| 8.  | Hamborn 07       | 14  | 2 | 2 | 10 | 021:510 | 0,41  | 06:22  |

#### Endspiele
|                         | Ergebnis |                         |
| ----------------------- | -------- | ----------------------- |
| Meidericher SV          | 6:1      | SpVgg Oberhausen-Styrum |
| SpVgg Oberhausen-Styrum | 1:0      | Meidericher SV          |

|                | Ergebnis  |                         |
| -------------- | --------- | ----------------------- |
| Meidericher SV | 0:0 n. V. | SpVgg Oberhausen-Styrum |

|                | Ergebnis  |                         |
| -------------- | --------- | ----------------------- |
| Meidericher SV | 3:2 n. V. | SpVgg Oberhausen-Styrum |

### Berg-Mark

#### Gruppe I
| Pl. | Verein               | Sp. | S  | U | N | Tore    | Quote | Punkte |
| --- | -------------------- | --- | -- | - | - | ------- | ----- | ------ |
| 1.  | Fortuna Düsseldorf   | 14  | 12 | 1 | 1 | 053:140 | 3,79  | 25:30  |
| 2.  | SSVg Barmen          | 14  | 10 | 0 | 4 | 048:200 | 2,40  | 20:80  |
| 3.  | Düsseldorfer SC 1899 | 14  | 5  | 5 | 4 | 033:320 | 1,03  | 15:13  |
| 4.  | TSV Eller 04         | 14  | 5  | 2 | 7 | 025:310 | 0,81  | 12:16  |
| 5.  | VfR Gerresheim       | 14  | 4  | 4 | 6 | 017:330 | 0,52  | 12:16  |
| 6.  | Viktoria Düsseldorf  | 14  | 4  | 3 | 7 | 020:370 | 0,54  | 11:17  |
| 7.  | FC Solingen 95       | 14  | 4  | 1 | 9 | 025:370 | 0,68  | 09:19  |
| 8.  | SpVgg Gräfrath       | 14  | 3  | 2 | 9 | 021:380 | 0,55  | 08:20  |

#### Gruppe II
| Pl. | Verein              | Sp. | S | U | N | Tore    | Quote | Punkte |
| --- | ------------------- | --- | - | - | - | ------- | ----- | ------ |
| 1.  | SSV Elberfeld       | 14  | 8 | 2 | 4 | 042:250 | 1,68  | 18:10  |
| 2.  | SpVgg 04 Ratingen   | 14  | 8 | 2 | 4 | 046:290 | 1,59  | 18:10  |
| 3.  | VfL Benrath         | 14  | 7 | 3 | 4 | 030:180 | 1,67  | 17:11  |
| 4.  | BV 04 Düsseldorf    | 14  | 5 | 4 | 5 | 036:330 | 1,09  | 14:14  |
| 5.  | Schwarz-Weiß Barmen | 14  | 5 | 4 | 5 | 033:440 | 0,75  | 14:14  |
| 6.  | TuRU Düsseldorf     | 14  | 5 | 4 | 5 | 024:330 | 0,73  | 14:14  |
| 7.  | SC Sonnborn 07      | 14  | 4 | 2 | 8 | 035:480 | 0,73  | 10:18  |
| 8.  | SG Langerfeld       | 14  | 2 | 3 | 9 | 024:400 | 0,60  | 07:21  |

Entscheidungsspiel um Platz 1:
|               | Ergebnis |                |
| ------------- | -------- | -------------- |
| SSV Elberfeld | 3:1      | SpVgg Ratingen |

#### Endspiele
|                    | Ergebnis |                    |
| ------------------ | -------- | ------------------ |
| Fortuna Düsseldorf | 3:1      | SSV Elberfeld      |
| SSV Elberfeld      | 2:3      | Fortuna Düsseldorf |

### Ruhr

#### Gruppe A
| Pl. | Verein              | Sp. | S  | U | N  | Tore    | Quote | Punkte |
| --- | ------------------- | --- | -- | - | -- | ------- | ----- | ------ |
| 1.  | Schwarz-Weiß Essen  | 16  | 10 | 5 | 1  | 037:140 | 2,64  | 25:70  |
| 2.  | MBV Linden 05       | 16  | 9  | 2 | 5  | 051:280 | 1,82  | 20:12  |
| 3.  | Essener SV 1899     | 16  | 6  | 4 | 6  | 027:250 | 1,08  | 16:16  |
| 4.  | SuS Schalke 96      | 16  | 7  | 2 | 7  | 032:300 | 1,07  | 16:16  |
| 5.  | Alemannia Dortmund  | 16  | 6  | 4 | 6  | 030:320 | 0,94  | 16:16  |
| 6.  | Union Gelsenkirchen | 16  | 6  | 3 | 7  | 031:310 | 1,00  | 15:17  |
| 7.  | Erler SV 08         | 16  | 5  | 4 | 7  | 021:310 | 0,68  | 14:18  |
| 8.  | Preußen Essen       | 16  | 5  | 1 | 10 | 019:380 | 0,50  | 11:21  |
| 9.  | Vgt. Preußen Bochum | 16  | 3  | 5 | 8  | 027:460 | 0,59  | 11:21  |

#### Gruppe B
| Pl. | Verein              | Sp. | S  | U | N  | Tore    | Quote | Punkte |
| --- | ------------------- | --- | -- | - | -- | ------- | ----- | ------ |
| 1.  | FC Schalke 04       | 16  | 13 | 1 | 2  | 054:190 | 2,84  | 27:50  |
| 2.  | Germania Bochum     | 16  | 9  | 2 | 5  | 048:400 | 1,20  | 20:12  |
| 3.  | SV Castrop 02       | 16  | 8  | 2 | 6  | 036:300 | 1,20  | 18:14  |
| 4.  | BV Altenessen 06    | 16  | 8  | 2 | 6  | 047:380 | 1,24  | 18:14  |
| 5.  | STV Horst-Emscher   | 16  | 7  | 3 | 6  | 040:350 | 1,14  | 17:15  |
| 6.  | SC Gelsenkirchen 07 | 16  | 7  | 3 | 6  | 040:390 | 1,03  | 17:15  |
| 7.  | Sportfreunde Essen  | 16  | 4  | 4 | 8  | 026:430 | 0,60  | 12:20  |
| 8.  | Germania Herne      | 16  | 2  | 4 | 10 | 023:460 | 0,50  | 08:24  |
| 9.  | Dortmunder SC 95    | 16  | 3  | 1 | 12 | 022:460 | 0,48  | 07:25  |

#### Endspiele
|                    | Ergebnis |                    |
| ------------------ | -------- | ------------------ |
| FC Schalke 04      | 0:0      | Schwarz-Weiß Essen |
| Schwarz-Weiß Essen | 1:2      | FC Schalke 04      |

### Westfalen

#### Gruppe West
| Pl. | Verein                | Sp. | S | U | N  | Tore    | Quote | Punkte |
| --- | --------------------- | --- | - | - | -- | ------- | ----- | ------ |
| 1.  | SpVgg Herten          | 14  | 9 | 3 | 2  | 054:300 | 1,80  | 21:70  |
| 2.  | VfL Osnabrück         | 14  | 7 | 3 | 4  | 043:340 | 1,26  | 17:11  |
| 3.  | Sparta Nordhorn       | 14  | 6 | 3 | 5  | 037:320 | 1,16  | 15:13  |
| 4.  | Borussia Rheine       | 14  | 5 | 5 | 4  | 036:370 | 0,97  | 15:13  |
| 5.  | SC Münster 08         | 14  | 6 | 2 | 6  | 044:400 | 1,10  | 14:14  |
| 6.  | SC Greven 09          | 14  | 6 | 1 | 7  | 034:340 | 1,00  | 13:15  |
| 7.  | Westfalia Scherlebeck | 14  | 4 | 5 | 5  | 031:350 | 0,89  | 13:15  |
| 8.  | Osnabrücker SV 08     | 14  | 1 | 2 | 11 | 020:570 | 0,35  | 04:24  |

#### Gruppe Ost
| Pl. | Verein             | Sp. | S | U | N  | Tore    | Quote | Punkte |
| --- | ------------------ | --- | - | - | -- | ------- | ----- | ------ |
| 1.  | Arminia Bielefeld  | 14  | 8 | 4 | 2  | 028:130 | 2,15  | 20:80  |
| 2.  | Hammer SpVg        | 14  | 8 | 2 | 4  | 030:210 | 1,43  | 18:10  |
| 3.  | Teutonia Lippstadt | 14  | 9 | 0 | 5  | 030:320 | 0,94  | 18:10  |
| 4.  | VfB 03 Bielefeld   | 14  | 8 | 1 | 5  | 049:240 | 2,04  | 17:11  |
| 5.  | Bielefelder SpVgg  | 14  | 6 | 4 | 4  | 026:190 | 1,37  | 16:12  |
| 6.  | FV 06 Osnabrück    | 14  | 7 | 1 | 6  | 034:250 | 1,36  | 15:13  |
| 7.  | Union Herford      | 14  | 2 | 3 | 9  | 019:510 | 0,37  | 07:21  |
| 8.  | BV 09 Hamm         | 14  | 0 | 1 | 13 | 011:420 | 0,26  | 01:27  |

#### Endspiele
|                   | Ergebnis |                   |
| ----------------- | -------- | ----------------- |
| Arminia Bielefeld | 1:1      | SpVgg Herten      |
| SpVgg Herten      | 3:1      | Arminia Bielefeld |

### Südwestfalen
| Pl. | Verein              | Sp. | S  | U | N  | Tore    | Quote | Punkte |
| --- | ------------------- | --- | -- | - | -- | ------- | ----- | ------ |
| 1.  | SuS Hüsten 09       | 14  | 11 | 1 | 2  | 065:210 | 3,10  | 23:50  |
| 2.  | VfB 07 Weidenau     | 14  | 11 | 1 | 2  | 051:280 | 1,82  | 23:50  |
| 3.  | Hagen 72            | 14  | 9  | 2 | 3  | 041:200 | 2,05  | 20:80  |
| 4.  | Germania Mudersbach | 14  | 6  | 2 | 6  | 041:500 | 0,82  | 14:14  |
| 5.  | TuS Jahn Werdohl    | 14  | 6  | 1 | 7  | 037:300 | 1,23  | 13:15  |
| 6.  | Hagener SC 05       | 14  | 3  | 3 | 8  | 017:350 | 0,49  | 09:19  |
| 7.  | SC Lichtenplatz     | 14  | 1  | 3 | 10 | 023:550 | 0,42  | 05:23  |
| 8.  | SpVgg Hagen         | 14  | 2  | 1 | 11 | 011:470 | 0,23  | 05:23  |

Entscheidungsspiel um Platz 1:
|               | Ergebnis |                 |
| ------------- | -------- | --------------- |
| SuS Hüsten 09 | 5:1      | VfB 07 Weidenau |

### Hessen-Hannover

#### Gruppe Nord
| Pl. | Verein                | Sp. | S | U | N | Tore    | Quote | Punkte |
| --- | --------------------- | --- | - | - | - | ------- | ----- | ------ |
| 1.  | CSC 03 Kassel         | 10  | 8 | 0 | 2 | 040:130 | 3,08  | 16:40  |
| 2.  | SV Hessen Kassel      | 10  | 7 | 0 | 3 | 031:210 | 1,48  | 14:60  |
| 3.  | 1. SC Göttingen 05    | 10  | 6 | 0 | 4 | 022:200 | 1,10  | 12:80  |
| 4.  | Spielverein 06 Kassel | 10  | 5 | 0 | 5 | 031:320 | 0,97  | 10:10  |
| 5.  | VfL TuRa Kassel       | 10  | 2 | 2 | 6 | 012:210 | 0,57  | 06:14  |
| 6.  | SuS Northeim          | 10  | 0 | 2 | 8 | 008:370 | 0,22  | 02:18  |

#### Gruppe Süd
| Pl. | Verein                | Sp. | S | U | N | Tore    | Quote | Punkte |
| --- | --------------------- | --- | - | - | - | ------- | ----- | ------ |
| 1.  | SV Kurhessen Kassel   | 10  | 9 | 0 | 1 | 041:900 | 4,56  | 18:20  |
| 2.  | Borussia Fulda        | 10  | 8 | 1 | 1 | 052:120 | 4,33  | 17:30  |
| 3.  | VfB Kurhessen Marburg | 10  | 3 | 2 | 5 | 021:430 | 0,49  | 08:12  |
| 4.  | Hermannia Kassel      | 10  | 3 | 1 | 6 | 015:240 | 0,63  | 07:13  |
| 5.  | Germania Marburg      | 10  | 2 | 1 | 7 | 029:450 | 0,64  | 05:15  |
| 6.  | BC Sport Kassel       | 10  | 2 | 1 | 7 | 018:430 | 0,42  | 05:15  |

#### Endspiele
|                     | Ergebnis |                     |
| ------------------- | -------- | ------------------- |
| CSC 03 Kassel       | 0:2      | SV Kurhessen Kassel |
| SV Kurhessen Kassel | 1:6      | CSC 03 Kassel       |

|                     | Ergebnis |               |
| ------------------- | -------- | ------------- |
| SV Kurhessen Kassel | 2:3      | CSC 03 Kassel |

## Endrunde

### Westdeutsche Meisterschaft

#### Vorrunde Nord
| Pl. | Verein         | Sp. | S | U | N | Tore    | Quote | Punkte |
| --- | -------------- | --- | - | - | - | ------- | ----- | ------ |
| 1.  | FC Schalke 04  | 3   | 3 | 0 | 0 | 015:700 | 2,14  | 06:0   |
| 2.  | Meidericher SV | 3   | 2 | 0 | 1 | 005:300 | 1,67  | 04:20  |
| 3.  | SpVgg Herten   | 3   | 1 | 0 | 2 | 007:700 | 1,00  | 02:40  |
| 4.  | SuS Hüsten 09  | 3   | 0 | 0 | 3 | 002:120 | 0,17  | 0:60   |

| Ergebnisse     | SCH | MEI | HER | HÜS |
| FC Schalke 04  | –   | 3:2 | 5:4 | 7:1 |
| Meidericher SV | –   | –   | 1:0 | 2:0 |
| SpVgg Herten   | –   | –   | –   | 3:1 |
| SuS Hüsten 09  | –   | –   | –   | –   |

#### Vorrunde Süd
| Pl. | Verein                    | Sp. | S | U | N | Tore    | Quote | Punkte |
| --- | ------------------------- | --- | - | - | - | ------- | ----- | ------ |
| 1.  | Fortuna Düsseldorf        | 3   | 2 | 1 | 0 | 010:200 | 5,00  | 05:10  |
| 2.  | Borussia München-Gladbach | 3   | 2 | 0 | 1 | 009:600 | 1,50  | 04:20  |
| 3.  | FV Neuendorf              | 3   | 1 | 1 | 1 | 005:100 | 0,50  | 03:30  |
| 4.  | CSC 03 Kassel             | 3   | 0 | 1 | 2 | 003:900 | 0,33  | 01:50  |

| Ergebnisse                | DÜS | MÜN | NEU | LAS |
| Fortuna Düsseldorf        | –   | 2:2 | 4:0 | 4:0 |
| Borussia München-Gladbach | –   | –   | 5:2 | 2:2 |
| FV Neuendorf              | –   | –   | –   | 3:1 |
| CSC 03 Kassel             | –   | –   | –   | –   |

#### Endrunde
| Pl. | Verein                    | Sp. | S | U | N | Tore    | Quote | Punkte |
| --- | ------------------------- | --- | - | - | - | ------- | ----- | ------ |
| 1.  | FC Schalke 04             | 3   | 2 | 0 | 1 | 009:500 | 1,80  | 04:20  |
| 2.  | Meidericher SV            | 3   | 2 | 0 | 1 | 009:800 | 1,13  | 04:20  |
| 3.  | Fortuna Düsseldorf        | 3   | 1 | 1 | 1 | 005:400 | 1,25  | 03:30  |
| 4.  | Borussia München-Gladbach | 3   | 0 | 1 | 2 | 002:800 | 0,25  | 01:50  |

| Ergebnisse                | SCH | MEI | DÜS | MÜN |
| FC Schalke 04             | –   | 2:4 | 3:1 | 4:0 |
| Meidericher SV            | –   | –   | 1:4 | 4:2 |
| Fortuna Düsseldorf        | –   | –   | –   | 0:0 |
| Borussia München-Gladbach | –   | –   | –   | –   |

#### Entscheidungsspiel
| Datum         |               | Ergebnis |                | Ort   |
| ------------- | ------------- | -------- | -------------- | ----- |
| 23. Juni 1929 | FC Schalke 04 | 2:1      | Meidericher SV | Essen |

### Runde der Zweiten

#### Viertelfinale
| Datum          |                     | Ergebnis  |                         | Ort       |
| -------------- | ------------------- | --------- | ----------------------- | --------- |
| 14. April 1929 | Arminia Bielefeld   | 4:1       | SSV Elberfeld           | Hamm      |
| 14. April 1929 | Schwarz-Weiß Essen  | 2:2 n. V. | VfB 07 Weidenau         | Bochum    |
| 28. April 1929 | VfB 07 Weidenau     | 1:4       | Schwarz-Weiß Essen      | Siegen    |
| 28. April 1929 | Spvgg Andernach     | 0:6       | SpVgg Oberhausen-Styrum | Andernach |
| 19. Mai 1929   | SpVgg Sülz 07       | 2:2 n. V. | SV Kurhessen Kassel     | Köln      |
| 26. Mai 1929   | SV Kurhessen Kassel | 2:1       | SpVgg Sülz 07           | Kassel    |

#### Halbfinale
| Datum        |                     | Ergebnis |                         | Ort      |
| ------------ | ------------------- | -------- | ----------------------- | -------- |
| 5. Mai 1929  | Schwarz-Weiß Essen  | 2:0      | SpVgg Oberhausen-Styrum | Hamborn  |
| 2. Juni 1929 | SV Kurhessen Kassel | 3:1      | Arminia Bielefeld       | Dortmund |

#### Finale
| Datum        |                     | Ergebnis |                    | Ort    |
| ------------ | ------------------- | -------- | ------------------ | ------ |
| 9. Juni 1929 | SV Kurhessen Kassel | 2:3      | Schwarz-Weiß Essen | Kassel |

### Entscheidungsspiel um die Teilnahme an der deutschen Meisterschaft
| Datum        |                    | Ergebnis |                    | Ort   |
| ------------ | ------------------ | -------- | ------------------ | ----- |
| 9. Juni 1929 | Fortuna Düsseldorf | 1:0      | Schwarz-Weiß Essen | Wanne |